# Marcos Pontes
Marcos César Pontes (ur. 11 marca 1963 w Bauru) – podpułkownik-pilot Brazylijskich Sił Powietrznych, pierwszy kosmonauta brazylijski.

## Wykształcenie i służba wojskowa
- 1980 – ukończył szkołę średnią (Liceu Noroeste) w Bauru.
- 1984 – został absolwentem Brazylijskiej Wojskowej Akademii Lotniczej (Academia da Força Aérea) w mieście Pirassununga i otrzymał licencjat z technologii lotniczych oraz tytuł pilota Brazylijskich Sił Powietrznych (Força Aérea Brasileira – FAB).
- 1984–1985 – przeszedł dodatkowe szkolenie do lotów na samolotach odrzutowych w grupie szkoleniowej 2/5 Instruction Aviation Group w mieście Natal w stanie Rio Grande do Norte. Później służył w grupie szturmowej lotnictwa (3/10 Strike Aviation Group) w mieście Santa Maria w stanie Rio Grande do Sul. Zdobył m.in. kwalifikacje instruktora ds. ataków na cele naziemne. Pracował w komisji badającej przyczyny wypadków lotniczych.
W swojej karierze latał na 20 typach samolotów, w tym F-15, F-16, F-18 i MiG-29.
- 1993 – ukończył Instytut Technologii Lotniczych (Instituto Tecnológico de Aeronáutica) w mieście São José dos Campos, gdzie uzyskał licencjat w dziedzinie inżynierii lotniczej.
- 1993–1994 – przeszedł szkolenie pilota doświadczalnego. Jako pilot doświadczalny brał udział w próbach z nowymi typami samolotów.
- 1996–1998 – przeszedł kurs w Podyplomowej Szkole Marynarki Wojennej (Naval Postgraduate School) w Monterey w stanie Kalifornia, uzyskując tytuł magistra systemów technicznych. Po zakończeniu nauki zgłosił swój akces do rozpisanego naboru nowych astronautów.

Jako pilot wylatał 1900 godzin.

## Kariera kosmonauty
- 1998 – został jednym z pięciu finalistów podczas drugiego naboru brazylijskich astronautów – specjalistów ładunku. W sierpniu 1998 udał się do Centrum Kosmicznego im. Johnsona (Johnson Space Center) gdzie rozpoczął trening razem z amerykańskimi astronautami wybranymi do grupy NASA-17(inne języki).
- 2000 – po ukończeniu dwuletniego przeszkolenia, podczas którego m.in. opanował wiedzę o systemach pokładowych wahadłowców oraz Międzynarodowej Stacji Kosmicznej Pontes zdał egzamin końcowy uzyskując kwalifikacje astronauty. Po przeszkoleniu przydzielono go do Biura Astronautów NASA do Wydziału ds. Eksploatacji Stacji Kosmicznej (Space Station Operations Branch). Pierwszy lot kosmiczny Pontes miał odbyć w 2004, ale katastrofa wahadłowca Columbia 1 lutego 2003 pokrzyżowała te plany.
- Wrzesień 2005 – w wyniku rozmów pomiędzy agencjami kosmicznymi Brazylii i Rosji podpisano umowę o locie brazylijskiego astronauty na pokładzie rosyjskiego statku kosmicznego Sojuz TMA-8 i Międzynarodowej Stacji Kosmicznej w kwietniu 2006. Kontrakt w tej sprawie został podpisany 18 października 2005.
- Jesień 2005 – Pontes przeszedł uzupełniające badania medyczne w Instytucie Zagadnień Medyczno-Biologicznych (ИМБП) i 7 grudnia 2005 Państwowa Komisja Międzyresortowa dopuściła go do lotu.
- Grudzień 2005 – kwiecień 2006 – pod koniec 2005 oficjalnie rozpoczął przygotowania do lotu w Centrum Przygotowań Kosmonautów im. J. A. Gagarina. Został włączony do 13. stałej załogi Międzynarodowej Stacji Kosmicznej (ISS-13). Start do ośmiodniowej wyprawy statku Sojuz TMA-8, której program lotu nosił nazwę „Centenario”, nastąpił 30 marca 2006. Brazylijski astronauta wykonał szereg badań w warunkach mikrograwitacji oraz kilka eksperymentów zleconych przez brazylijskie instytuty naukowe i firmy. Pontes powrócił na Ziemię 8 kwietnia 2006 na pokładzie Sojuza TMA-7 razem z Walerijem Tokariewem i Williamem McArthurem, który stanowili 12 stałą załogę stacji (ISS-12).

## Odznaczenia i nagrody
- Order Narodowy Zasługi (Brazylia)[1]
- Order Zasługi Lotniczej (Brazylia)[1]
- Wielki Oficer Orderu Rio Branco (Brazylia)[1]
- Krzyż Wielki Orderu Zasługi Cywilnej i Kulturalnej (Brazylia)[1]
- Medal Orderu Zasługi dla Literatury (Brazylia)[1]
- Srebrny i Brązowy Medal Wojskowy (Brazylia)[1]
- Medal Zasługi Santos-Dumonta (Brazylia)[1]
- Komandor Orderu Zasługi im. Juscelino Kubitschka (Brazylia)[1]
- Medal za Chwalebną Służbę (Stany Zjednoczone)
- Medal Bohatera Federacji Rosyjskiej[1]
- Universal Astronaut Insignia za lot orbitalny (nr 440) – Stowarzyszenie Uczestników Lotów Kosmicznych (Association of Space Explorers(inne języki))[2]

## Dane lotu
| Lot kosmiczny, w którym uczestniczył Marcos C. Pontes                  | Lot kosmiczny, w którym uczestniczył Marcos C. Pontes | Lot kosmiczny, w którym uczestniczył Marcos C. Pontes | Lot kosmiczny, w którym uczestniczył Marcos C. Pontes | Lot kosmiczny, w którym uczestniczył Marcos C. Pontes | Lot kosmiczny, w którym uczestniczył Marcos C. Pontes | Lot kosmiczny, w którym uczestniczył Marcos C. Pontes |
| Data startu                                                            | Statek kosmiczny                                      | Data lądowania                                        | Statek kosmiczny                                      | Funkcja                                               | Czas trwania                                          |                                                       |
| ---------------------------------------------------------------------- | ----------------------------------------------------- | ----------------------------------------------------- | ----------------------------------------------------- | ----------------------------------------------------- | ----------------------------------------------------- | ----------------------------------------------------- |
| 30 marca 2006                                                          | Sojuz TMA-8                                           | 8 kwietnia 2006                                       | Sojuz TMA-7                                           | kosmonauta-badacz                                     | 9 dni 21 godzin 17 minut i 4 sekundy                  |                                                       |
| Łączny czas spędzony w kosmosie – 9 dni 21 godzin 17 minut i 4 sekundy |                                                       |                                                       |                                                       |                                                       |                                                       |                                                       |